# Mil·lenarisme
El mil·lenarisme o quiliasme va ser una doctrina escatològica molt difosa entre els primers cristians que defensaven que un cop vençut l'anticrist, Jesucrist reapareixeria amb els justos ressuscitats per portar a la Terra una edat d'or que hauria de durar mil anys abans del judici final. Per extensió s'aplica a qualsevol moviment religiós o polític que creu en una realització final, en la història, d'una època de justícia i pau plenes.

## Origen
La visió religiosa en la qual el temps camina linealment i arriba a un final és antiga; altres pobles creien i creuen que el temps és cíclic. Els antics egipcis, els pobles mesopotàmics, els indoirànics i els jueus anteriors a l'exili de Babilònia compartiren aquesta creença fatalista de la temporalitat. Entre el 1500 i el 1200 aC, Zaratustra, a Pèrsia, proposà una nova interpretació i un nou paradigma: al «final» dels temps arribaria un nou món, de pau i felicitat. Els hebreus adoptaren aquesta visió, que inspirà diverses apocalipsis i que cobraria especial rellevància entre els grups essenis de Qumram i, en especial, entre els cristians. És la figura de Crist i la perspectiva d'un retorn per separar els justos dels impius el que atrapa la imaginació del món occidental durant dos mil anys.
El nou adveniment de Crist i el judici final són dogma per l'Església catòlica, però no ho és la perspectiva mil·lenarista, que ho considera imminents.

## Història
Els mil·lenaristes cristians es basaven en la interpretació d'un passatge de l'Apocalipsi de Sant Joan (20, 1-3) i de la segona epístola de Sant Pere (3,13). Els principals representants d'aquesta doctrina van ser Sant Papies de Hieràpolis, Sant Justí, Sant Ireneu, Tertul·lià i Lactanci.
Al voltant de l'any 1000 el mil·lenarisme va adquirir nova força en estendre's la creença de l'arribada del judici final coincidint amb els mil anys de la presència del cristianisme a la Terra.
Al segle xv, Dolcino de Novara capitanejà un moviment anomenat mil·lenarista, del que era el profeta. Ja a l'edat moderna, el dominic Girolamo Savonarola, abans de ser cremat a la foguera l'any 1498, proclamà que anunciava Florència com la Nova Jerusalem.
La caiguda de l'Imperi Romà d'Orient va provocar interpretacions mil·lenaristes; també el descobriment d'Amèrica fou entès com un signe de l'arribada dels temps profetitzats per Sant Joan. El frare dominicà Francisco de la Cruz, condemnat a la foguera l'any 1578, predicà el trasllat del papa a Lima, altra Nova Jerusalem; ell mateix s'anomenà el "tercer David" i proclamà l'espera d'un "Tercer Testament". En plena Edat Moderna, el mateix Isaac Newton, el descobridor de la llei de la gravetat, escrivia sobre l'antiga profecia i va fer càlculs sobre el seu compliment.
El 1595 es van publicar les Profecies de Sant Malaquies, suposadament datades del segle xii, que han adquirit un caràcter apocalíptic, fixant una data aproximada de la fi del món a través d'una llista de Papes.

## Avui
Avui en dia hi ha diversos grups religiosos que esperen la segona vinguda de Crist i la instauració del seu regne de mil anys sobre la terra. Se'n troben entre d'altres als Prediccions dels Testimonis de Jehovà i als llibres mormons.